# 美國難民與移民委員會
美國難民與移民委員會（英語：U.S. Committee for Refugees and Immigrants，簡稱USCRI），委員會成立的目的是為了「保護全世界被迫或自願遷徙者的權利和滿足他們的需要，並支持他們過上有尊嚴的生活」。

## 歷史
1911年，在紐約市的伊迪絲·特里·布雷默發起國際研究所運動。在接下來的六年裡，這場運動席捲全美國，在馬薩諸塞州、加利福尼亞州、新澤西州、康涅狄格州、賓夕法尼亞州、印第安納州、密歇根州、密蘇里州和俄亥俄州都設有辦事處。1922年，該組織開始出版《譯員發布》 ，每週更新一次移民法，每年發行48期。1924年，美國通過了嚴格限制入境移民人數的《國家起源法案》，以及正式設立邊境巡邏隊的《勞動撥款法案》。
到1924年，國際研究所的數量已經增至55個，範圍遍布全國至洛杉磯。

## 世界難民調查
2008年6月19日，美國難民與移民委員會及其研究夥伴發布了《2008年世界難民調查》 ，其中包括世界各地的難民活動。在這份年度出版物中，美國難民與移民委員會根據1951年《有關難民地位的公約》所述的標準對各國及地區進行分級，並公布了「十大最不適合難民居住地方」列表。根據委員會公布的列表顯示，「最不適合難民的十個地方」分別為孟加拉國、中華人民共和國、歐洲、伊拉克、肯尼亞、馬來西亞、俄羅斯、蘇丹和泰國。

## 外部連結
- Official USCRI Site （页面存档备份，存于）
- United States Committee for Refugees and Immigrants (USCRI) records （页面存档备份，存于） at the Immigration History Research Center Archives, University of Minnesota Libraries （页面存档备份，存于）